# Ембраер Е-џет серија
Ембраер Е-џет (енгл. Embraer E-Jets) је фамилија путничких авиона коју производи бразилски произвођач Ембраер.